# Carl Echman
Carl Echman, född på Visingsö den 14 maj 1686, död i Söderköping 1749, var en svensk homilet, son till skolrektorn, sedermera kyrkoherden i Västra Tollstad, Magnus Echman.
Vid Uppsala universitet, där Echman inskrevs till student 1704, hade han genom umgänge i dåliga sällskaper till den grad försummat sina studier, att han blev underkänd i prästexamen i Linköping. Han återvände då till Uppsala, där han efter ihärdiga studier vann magistergraden 1719. 
Echman återkom till Linköping, aktad och ansedd för sin grundliga lärdom, samt vigdes till präst 1720. Efter flera års anställning vid stiftsstadens läroverk, utnämndes han 1738 till kyrkoherde i Söderköpings församling och blev kontraktsprost 1739. 
Echman var en av sin tids främsta homileter; from, lärd och rättskaffens, och, som en minnestecknare yttrat, "en Gamaliel för sitt stifts prästerskap". Av hans litterära kvarlåtenskap märks i synnerhet de av honom skrivna högmässopredikningarna i Meditationes homileticæ in textus poenitentiales, som utkom 1741–49 och i hela riket vann stort och allmänt bifall.